# Steven Williams (snowboarder)
Steven Williams (San Martín de los Andes, 15 de enero de 1988) es un snowboarder argentino.

## Biografía
De ascendencia galesa, Williams nació en San Martín de los Andes, donde su padre era director de la escuela de esquí de la ciudad. Este le enseñó a esquiar a muy temprana edad, y pasaría gran parte de su infancia en los centros de esquí de la ciudad. Sin embargo, su padre falleció cuando Williams tenía 13 años, por lo cual se tuvo que poner a trabajar para ayudar a su familia.
Si bien continuó practicando esquí tras la muerte de su padre, pronto se aburrió de este deporte, por lo cual decidió cambiarse a snowboard.
Antes de dedicarse profesionalmente al snowboard, Williams trabajó como bombero, guía de pesca e instructor de snowboard.
Actualmente, vive en Andorra, Argentina e Italia.

## Carrera deportiva
Al poco tiempo de empezar snowboard, Williams comenzó a participar en distintas competencias argentinas, hasta que en 2011 logró viajar a Europa, donde participó en seis torneos. Esto le permitió ingresar a la Federación Argentina de Ski y Andinismo, donde pudo mejorar su rendimiento, hasta alcanzar tres veces el título de campeón argentino, y una Copa de Europa.
Fue campeón sudamericano en siete competencias, tanto en Argentina como en Chile, además de competencias individuales en Ushuaia, Corralco y Bariloche. Más adelante, logró estar en el Top 10 de la Copa del mundo.
En febrero de 2018, compitió en la Copa del Mundo de snowboard, celebrada en Feldberg, Alemania.
Pudo clasificar a último momento a los Juegos Olímpicos de Pyeongchang 2018, gracias a la  reasignación de cupos de la Federación Internacional de Esquí. Gracias a esto, se convirtió en el primer argentino en los Juegos Olímpicos de Invierno en participar en la categoría de Snowboard Cross. Williams logró avanzar hasta los octavos de final, sin embargo fue superado por tan solo cuatro centímetros en la recta final por el snowboarder francés Merlin Surget.
Ha demostrado su interés por participar en los Juegos Olímpicos de Pekín 2022.